# Dementia
Dementia (ook uitgebracht als Daughter of Horror) is een Amerikaanse horrorfilm uit 1955 onder regie van John Parker.
De productie kenmerkt zich doordat er geen dialogen in voorkomen. In de later uitgebrachte versie Daughter of Horror (gecensureerd en 2 minuten korter) is de enige hoorbare stem die daadwerkelijke woorden vormt die van verteller Ed McMahon. De muzikale achtergrond is gecomponeerd door George Antheil, met de stem van Marni Nixon. De film is opgenomen in de stijl van de film noir.

## Verhaal
Een jonge vrouw wordt na een nachtmerrie wakker in een armoedige hotelkamer. Vervolgens heeft ze een aantal agressieve ontmoetingen en traumatische herinneringen aan haar jeugd, waarin ze haar vader doodde nadat die voor haar ogen haar moeder vermoordde. Wanneer ze weer wakker wordt, is het niet duidelijk of ze het voorgaande nu weer gedroomd heeft of niet.

## Rolverdeling
| Acteur           | Personage            |
| ---------------- | -------------------- |
| Adrienne Barrett | the Gamin            |
| Bruno Ve Sota    | rijke man            |
| Ben Roseman      | Politieagent / Vader |
| Richard Barron   | Evil One             |
| Edward Hinkle    | Butler               |
| Lucille Howland  | Moeder               |
| Jebbie Ve Sota   | Bloemenmeisje        |
| Faith Parker     | Nachtclub Danseres   |
| Gayne Sullivan   | Wino                 |
| Shorty Rogers    | zichzelf             |
| Angelo Rossitto  | nieuwsjaongen        |
| Shelley Berman   |                      |